# Jacques Grimonpon
Jacques Grimonpon (Tourcoing, 30 luglio 1925 – Lège-Cap Ferret, 25 gennaio 2013) è stato un calciatore francese.

## Carriera
In carriera, Grimonpon giocò per il Lilla, con il quale vinse un campionato, l'Olympique Lione, le Havre e il Girondins de Bordeaux.
Prese parte al Mondiale 1954 con la Nazionale francese.

## Palmarès

### Club
- Campionato francese: 1

Lilla: 1946